# 沼委陵菜属
沼委陵菜属（学名：Comarum）為植物界之一植物屬。該植物於植物分類表上，歸於被子植物門（Angiospermae）薔薇亞綱（Rosidae）薔薇亞科（Rosoideae），同科者尚有棣棠花屬（Kerria DC．）、懸鉤子屬（Rubus L.）等等。

## 下属物种
本属包括以下物种：
- 沼委陵菜 Comarum palustre L.
- 西北沼委陵菜 Comarum salesovianum (Stephan) Asch. & Graebn.，为臭扁麻 Farinopsis salesoviana (Stephan) Chrtek & Soják 的异名